# Najas conferta
Najas conferta là một loài thực vật có hoa trong họ Hydrocharitaceae. Loài này được (A.Braun) A.Braun mô tả khoa học đầu tiên năm 1868.